# Андре Аю
Андре́ Морган Рами Аю́ (на английски: André Morgan Rami Ayew; роден на 17 декември 1989 г. в Секлен, Франция) е ганайски и френски футболист, играе като полузащитник и се състезава за френския Льо Авър и националния отбор на Гана.

## Успехи

### Олимпик Марсилия
- Купа на лигата (2): 2010/11, 2011/12
- Суперкупа (2): 2011, 2012

### Гана
- Финалист и сребърен медалист в Купа на африканските нации (2): 2010, 2015
- Бронзов медалист в Купа на африканските нации (1): 2008

- Футболист на годината в Гана (2): 2011, 2016
- Африкански футболист на годината (ББС) (1): 2011
- Голмайстор в Купа на африканските нации (1): 2015
- Идеален отбор в Купа на африканските нации (1): 2015